# Galeodes parvus
Galeodes parvus är en spindeldjursart som beskrevs av Roewer 1934. Galeodes parvus ingår i släktet Galeodes och familjen Galeodidae. Inga underarter finns listade i Catalogue of Life.